# Зенги-Баба
Зенги́-Баба́ или Санги-баба или Зенги-Ата или Зэнги Бабай или Зенгибаба (каз. Зеңгі Баба, узб. Zangi Ota, кирг. Зенги Баба, туркм. Zeňňi baba, тат. Зәнки Бабай, сиб. 
Сәңке Паба) — в тюркской мифологии дух, впоследствии пир, мусульманский святой, покровитель домашних животных или крупного рогатого скота. Культ Зенги-баба был распространён у большинства тюркских народов Средней Азии и Южной Сибири, а также у татар в Европейской части России. Культ Зенги-баба замечателен тем, что имеет явно выраженную магическую направленность, при этом он включён в исламскую культовую практику в своей «народной» версии.

## В легендах и обрядах
В тюркской мифологии каждый вид животных имел своего духа-покровителя. Каждому покровителю, как и богу неба Тенгри, возносились молитвы и просьбы умножать и беречь стада, поскольку для кочевников главным достатком был скот. После того как ислам распространился среди тюркских народов, тюркская мифология сохранилась лишь в пережитках, в основном она была вытеснена. Однако в народной религии сохраняются некоторые языческие традиции. Пережитком являются и такие явления как культ предков, почитание волка, а также духи-покровители. В процессе синкретизма возник ряд мусульманских святых, обладавших признаками языческих духов-покровителей, однако имевших все черты мусульманской религиозной практики.
Как гласит традиционное поверье казахов, у животных (каз. төрт түлік — все виды скота) есть пять святых покровителей-баба (каз. баба — святой, предок):
- покровитель овец (каз. қой киесі) — Шопан-ата, от слов чабан (каз. шопан) и предок, старец (каз. ата)[4];
- покровитель коз (каз. ешкінің киесі) — Шекшек-ата[4];
- покровитель лошадей (каз. жылқы киесі) — Қамбар-ата[4];
- покровитель верблюдов (каз. түйенің киесі) — Ойсыл-қара[4];
- покровитель коров (каз. сиырдың киесі) — Зеңгі-баба[4]

Казахи почитали Зенги-бабу и просили у него сохранения и приумножения поголовья коров. У казахов был распространён целый цикл легенд, посвящённых именно Зенги-бабе. В традиционных поверьях Зенги-баба представляется как добрый старик. По поверьям, «на кого Зенги-баба взглянет, тот сразу сделается богачом». Традиционно на третий день после отёла готовили специальное блюдо уыз из молозива, воды, молока и соли, залитых в бараний желудок или кишку и сваренных в мясном бульоне. Блюдо нарезалось кусочками и раздавалось гостям, которые должны были во время поедания произносить пожелания изобилия молочных продуктов и хорошего приплода для скота. У казахов в Омской области Российской империи почитание Зенги-баба проводилось во время специального религиозного обряда теляк. Теляк приурочивался к какому-то религиозному празднику либо проводился по инициативе одного из родов. Для обряда забивался баран, мясо которого варили, а затем раздавали соседям и родственникам. Перед началом трапезы мулла читал молитву из двух частей. Первая часть, на арабском языке, была стандартной мусульманской молитвой. Во второй части, которую читали на тюркском языке, собственно шло обращение к Зенги-бабе с просьбой о плодовитости скота.
У узбеков Хорезмского оазиса Зенги-баба является покровителем пастухов.
В долине реки Зеравшан шаманы использовали имя Зенги-баба в своих обрядах.
У киргизов святой именуется Зенги-Ата и также является покровителем скота.
У касимовских татар дух именовался Зэнги Бабай. В честь его и покровителя овец Чулпан эби готовили оладьи из несоленого теста (тосыз айма), обязательно в нечётном количестве, и закапывали под хлевом.
У тарских татар Зенги-баба выступал в образе хозяина скотного двора и жил в хлеву. Чтобы его задобрить, татары приносили жертвы. Обычно первого теленка резали и угощали его мясом родню и почтенных стариков села.

## Захоронение Зенги-бабы

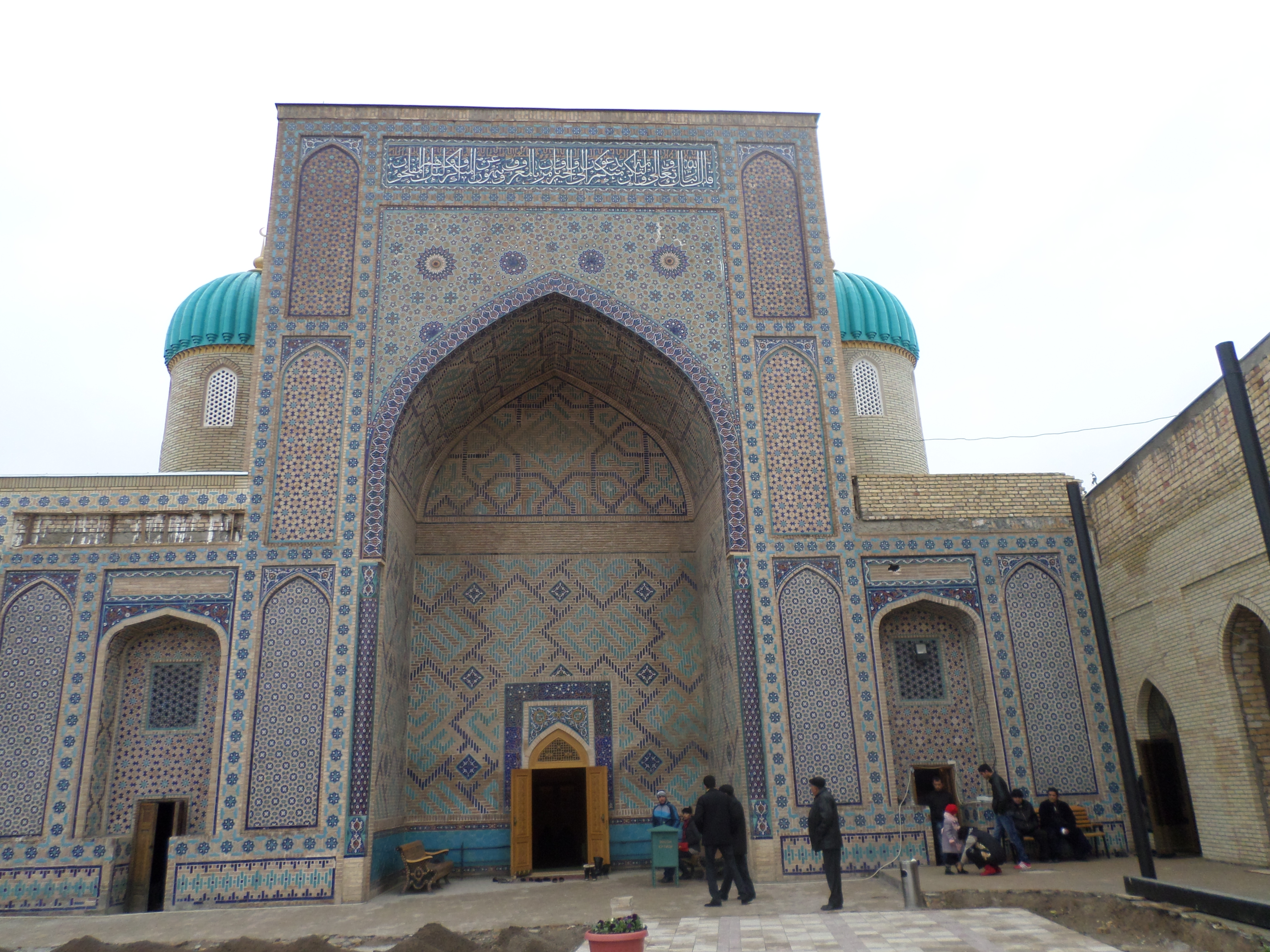
Мавзолей Зангиата (Узбекистан).

Культ Зенги-Бабы или Занги-ота сформировался в тяжёлые для простых людей годы после нашествия монголов. Для торговцев, ремесленников и скотоводов это годы погромов и разорения. По легендам Занги-ота был пастухом, уважаемым человеком. Он не только пас и берёг скот соплеменников, но и был духовным пастырем. Настоящее его имя было Ай Ходжа (Ойхўжа) ибн Тадж Ходжа ибн Мансур (начало XII века — 1258), а Занги-Ата (узб. Zangi Ota) было его прозвищем от арабского слова Занги («чёрный»). Этнограф Абубакир Диваев писал о существовании Зенги-бабы (пятый шейх ордена Ясавийя), который был учеником Сулеймана Хакима. По некоторым сведениям, Занги-Ата был потомком Арыстан-Баба. В Ташкентской области Узбекистана расположен мавзолей Зангиата.
В традиции туркмен Зенги-баба тоже был праведным пастухом, обитавшим и похороненным в северной Туркмении. В районе его предполагаемого погребения гора и озеро имеют название Зенгибаба.
В Сибири до XIX века Зенги-баба считался мусульманским проповедником, святым. Сибирские татары называют местом его погребения Искерскую астану. «Могила Зенги-бабы» была местом паломничества до 1881 года, пока памятник не был уничтожен пожаром.
Со временем эти воспоминания стёрлись, и почитание Зенги-баба стало представлять собой лишь культ духа — покровителя крупного рогатого скота.
Распространённость культа во многих регионах Центральной Азии, согласно легендам, объясняется тем, что часть жизни Зенги-баба был дервишем и много странствовал. Однако, скорее всего, первоначально возникший в XIII—XIV веках культ Ай Ходжи наложился на доисламские верования и скотоводческие культы.
Известный казахский учёный С. Кондыбай писал: «В образе Зенги-баба ярко выражены свойства доисламского культа, поэтому его историчность, скорее всего, результат переосмысления древнего образа и циклизации всех образов вокруг легендарных личностей в условиях новой религии — ислама».